# Stepnye zori
Stepnye zori (Степные зори) è un film del 1953 diretto da Leon Nikolaevič Saakov.